# Andro Knego
Andrija „Andro” Knego (ur. 21 października 1956 w Dubrowniku) – chorwacki koszykarz występujący na pozycji środkowego, reprezentant Jugosławii, mistrz olimpijski i świata i Europy, multimedalista imprez międzynarodowych.

## Osiągnięcia
Na podstawie, o ile nie zaznaczono inaczej.

### Drużynowe
- Mistrz:
  - Jugosławii (1982, 1984, 1985)
  - Chorwacji (1992)
- Zdobywca pucharu:
  - Pucharu Europy Mistrzów Krajowych (1985)
  - Saporty (1982, 1987)
  - Pucharu Jugosławii (1980–1983, 1985, 1986)
- 3. miejsce w Pucharze Saporty (1981)
- 4. miejsce w Pucharze Saporty (1981)
- Finalista Pucharu Jugosławii (1991)
- Awans do najwyższej klasy rozgrywkowej we Włoszech – Serie A (1989)

### Indywidualne
- Uczestnik meczu gwiazd:
  - FIBA (1990)
  - ligi hiszpańskiej (1986)
- Lider punktowy finałów Pucharu Saporty (1982)

### Reprezentacja
- Mistrz:
  - igrzysk:
    - olimpijskich (1980)[5][6][7]
    - śródziemnomorskich (1975)

  - świata (1978)[8]
- Wicemistrz:
  - igrzysk:
    - olimpijskich (1976)[5][7][9]
    - igrzysk śródziemnomorskich (1979)

  - Europy (1981)[10]
  - uniwersjady (1979)
- Brązowy medalista:
  - igrzysk olimpijskich (1984)[5][11][7]
  - mistrzostw świata (1982)[12]
- Uczestnik
  - kwalifikacji olimpijskich (1976)[13]
  - mistrzostw Europy (1981, 1985 – 7. miejsce)[14]

Młodzieżowa
- Mistrz Europy U–18 (1974)[15]
- Wicemistrz uniwersjady (1979)
- Brązowy medalista mistrzostw Europy U–16 (1973)[16]